# 河北大街
河北大街位于南京市建邺区上新河地区，因位于上新河北面而得名。这里曾是以木业而闻名的沿江重镇上新河镇所在地。

## 历史
河北大街是上新河镇内的重要道路。光绪末至民国初，由于公路、铁路以及大型轮船货运的发展，上新河镇逐渐没落。1927年，南京国民政府成立，因建设需要，上新河的木业一度盛极一时，河北大街成了木材运输的重要通道。20世纪30年代，上新河镇、北圩镇等乡镇划归上新河区，区公所驻上新河镇的河北大街。1937年，中日战争爆发。是年12月，日军攻占南京后展开南京大屠杀，上新河地区河北大街等地区为屠杀执行的主要地点之一。
20世纪中期和后期，河北大街一直是南京主城到长江边的重要通道。21世纪，因建设河西新城，河北大街的建筑被大批拆除改建为现代建筑。王汉洲故居被列为建邺区文物保护单位，因而在所属地块的动迁中得以保留。

## 建筑

### 王汉洲故居
王汉洲故居位于河北大街83号，曾是木商王汉洲（1874年-1967年）的旧居。该建筑是一处典型的四进式四合院，为江南传统民居风格，始建于晚清。建筑纵深42米，宽12米，由大门、走廊、前厅、中厅、厢房、后楼、后厅组成。木门及大厅横梁上的浮雕木刻，花卉、人物、鸟兽图纹颇具特色。该建筑被列为建邺区文物保护单位，因而在所属地块的动迁中得以保留。